# Lou Taylor Pucci

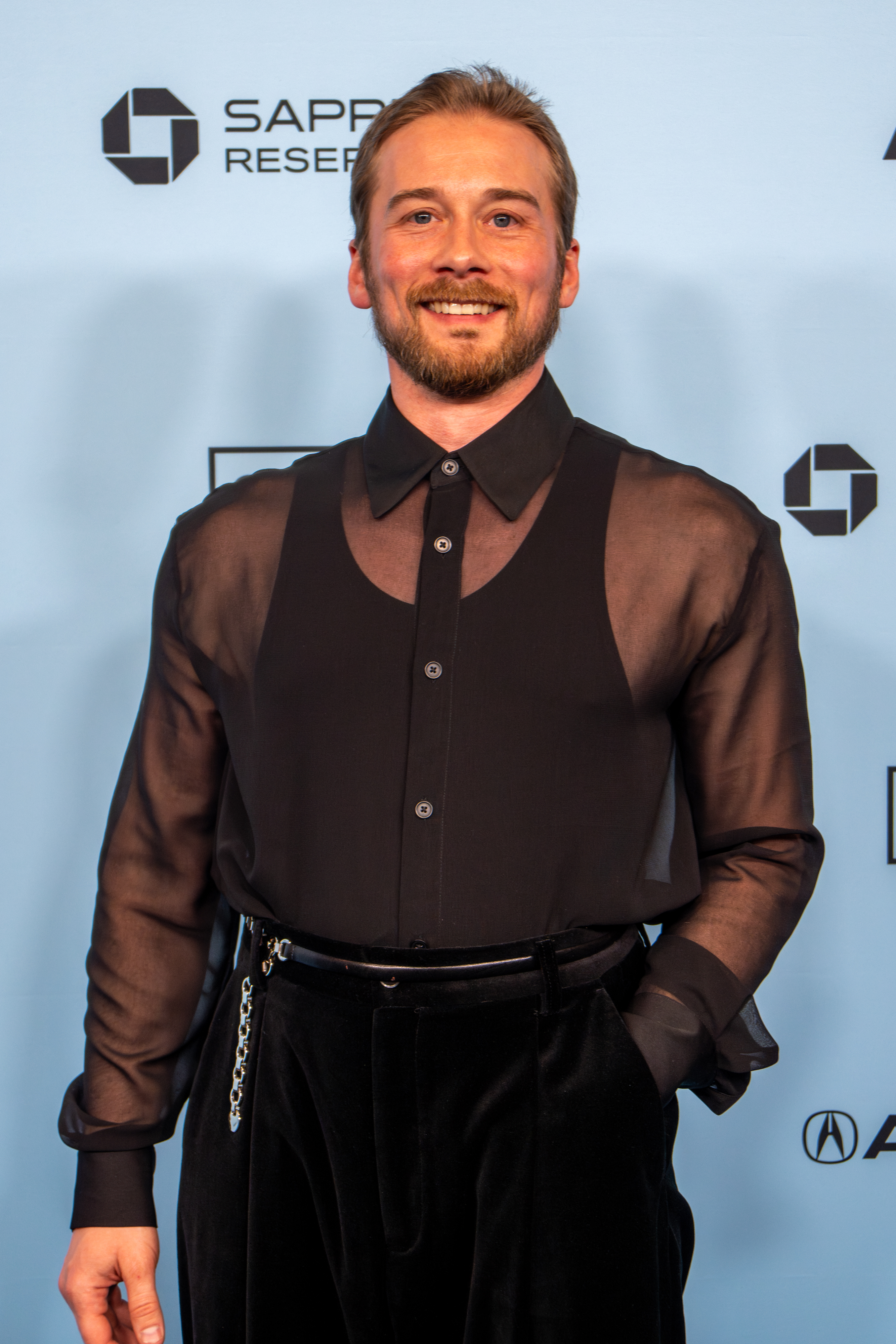
Lou Taylor Pucci (2025)

Lou Taylor Pucci (* 27. Juli 1985 in Seaside Heights, New Jersey) ist ein US-amerikanischer Schauspieler.
Pucci ist der Sohn der ehemaligen Miss Union County Linda (Farver) Pucci und des Gitarristen Lou Pucci.

## Karriere
Seine ersten Schritte in der Schauspielerei machte er im Alter von zehn Jahren im Theaterstück Oliver in seiner Heimatstadt. Bereits zwei Jahre später war er am Broadway in The Sound of Music zu sehen. Seine erste kleine Filmrolle hatte Pucci im preisgekrönten Independentfilm Personal Velocity: Three Portraits (2002), in dem er neben Kyra Sedgwick spielte. Für seine erste Hauptrolle im 2005 erschienenen Film Thumbsucker wurde Pucci mehrfach ausgezeichnet. So erhielt er den Silbernen Bären auf der Berlinale 2005 und den Spezialpreis der Jury beim Sundance Film Festival 2005.
Im Musikvideo Jesus of Suburbia der Punkgruppe Green Day spielt Pucci die Hauptrolle in Jesus of Suburbia als Saint Jimmy.
2009 spielte er eine der Hauptrollen in den Horrorthrillern Horsemen und Carriers. Im Februar 2012 bekam er die Rolle des Eric in der Neuverfilmung Evil Dead.
2018 spielte Pucci in der Serie You – Du wirst mich lieben die Nebenrolle des Benji Ashby.

## Filmografie (Auswahl)
- 2001: Personal Velocity
- 2005: Thumbsucker
- 2005: Glück in kleinen Dosen (The Chumscrubber)
- 2005: Empire Falls – Schicksal einer Stadt (Empire Falls)
- 2006: Fifty Pills
- 2006: Criminal Intent – Verbrechen im Visier (Law & Order: Criminal Intent, Fernsehserie, Episode 5x19)
- 2006: Fast Food Nation
- 2006: Southland Tales
- 2007: The Go-Getter
- 2008: Explicit Ills
- 2009: Brief Interviews with Hideous Men
- 2009: Der göttliche Mister Faber (Arlen Faber)
- 2009: The Informers
- 2009: Fanboys
- 2009: Horsemen
- 2009: Carriers
- 2010: Brotherhood – Die Bruderschaft des Todes (Brotherhood)
- 2010: Beginners
- 2011: The Music Never Stopped
- 2011: The Legend of Hell’s Gate: An American Conspiracy
- 2012: Girls (Fernsehserie, Episode 1x06)
- 2012: The Story of Luke
- 2013: Evil Dead
- 2014: Law & Order: Special Victims Unit (Fernsehserie, Episode 16x07)
- 2014: Chicago P.D. (Fernsehserie, Episode 2x07)
- 2014: Spring
- 2018: You – Du wirst mich lieben (You, Fernsehserie, Episoden 1x01–1x03)
- 2019: American Horror Story: 1984 (Fernsehserie)
- 2021: Shameless (Fernsehserie, 1 Episode)
- 2025: Daredevil: Born Again (Fernsehserie, 3 Episoden)